# Stahlseife

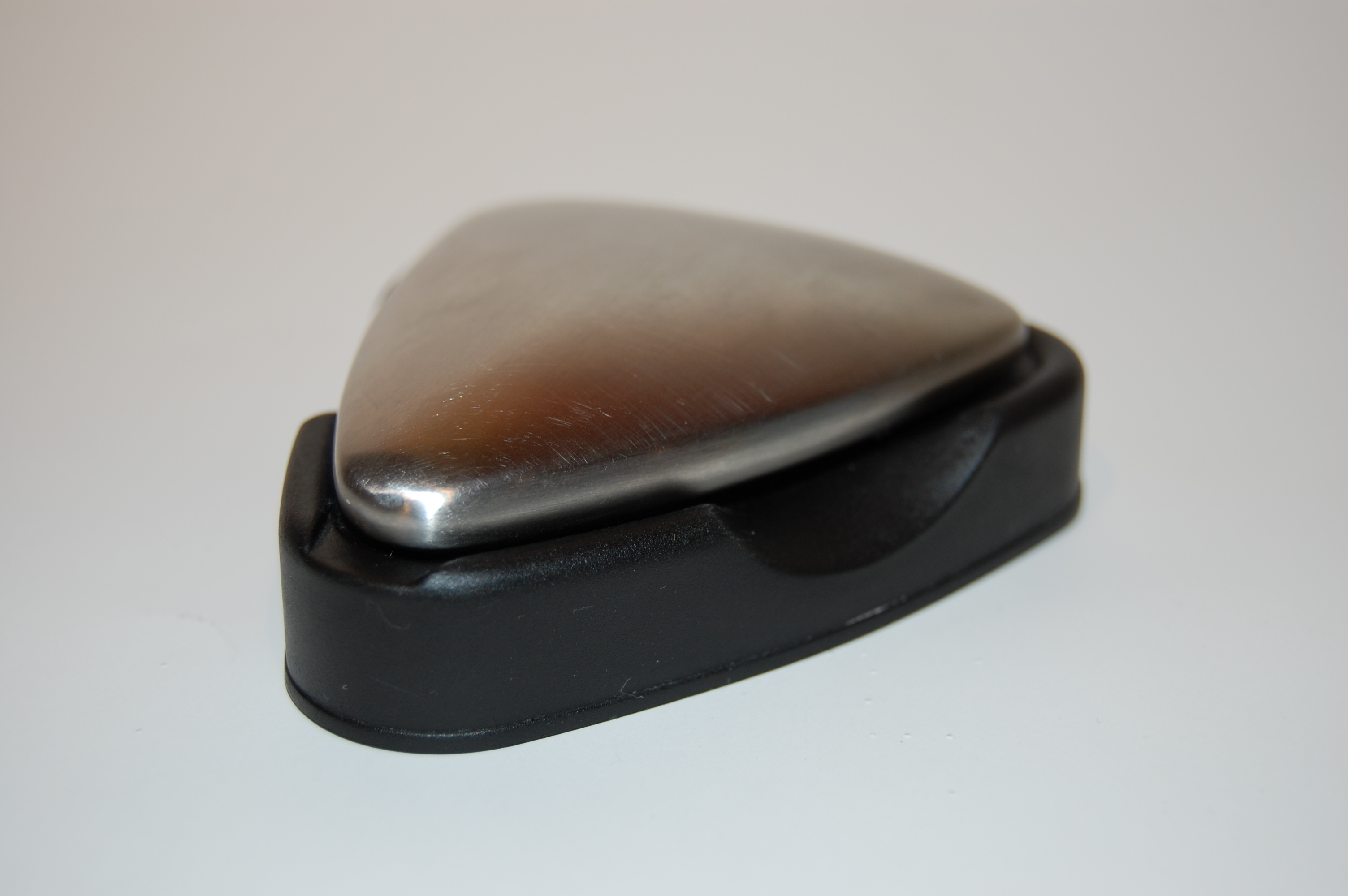
Stahlseife

Stahlseife (auch Edelstahlseife) ist ein handliches Stück rostfreien Stahls mit fein- bis mikrostrukturierter Oberfläche.
Ihm wird bei Wälzen oder Reiben mit Wasser an mit bestimmten Geruchsstoffen behafteter Haut eine deutliche, mit gewöhnlicher Seife nicht erreichbare geruchsreduzierende Wirkung nachgesagt, zum Beispiel bei Knoblauch-, Zwiebel-, Kohl-, Fisch- und Benzingeruch.

## Wirksamkeit
In wissenschaftlichen Bewertungen werden teils Zweifel an einer solchen Wirksamkeit geäußert, teils Ansätze zur Erklärung des durch Erfahrungsberichte und unbestätigte empirische Tests belegten Effekts versucht.
Für die Stahlseife wird eine katalytische Wirkung vermutet. Das heißt, der Edelstahl geht vorübergehend eine Verbindung mit den geruchsauslösenden Stoffen an den Händen ein und ermöglicht dadurch deren Oxidation in wasserlösliche und nicht gasförmige Substanzen. Eine alternative Erklärung ist die Adsorption der Geruchsmoleküle am Edelstahl.